# 76 (bensinbolag)
76 (tidigare Union 76) är en bensinstationskedja i USA. Varumärket 76 ägs av Phillips 66. Unocal, det ursprungliga moderbolaget som skapade varumärket 76, slogs samman med Chevron Corporation 2005.

## Historia
Union Oil Company of California (senare känt som Unocal) införde bensinmärket Union 76 på sina Union Oil-mackar 1932.